# Lichfield (dystrykt)
Lichfield – dystrykt w hrabstwie Staffordshire w Anglii. W 2011 roku dystrykt liczył 100 654 mieszkańców.

## Miasta
- Burntwood
- Fazeley
- Lichfield

## Inne miejscowości
Alrewas, Armitage, Barton Turn, Blithbury, Chasetown, Clifton Campville, Colton, Comberford, Croxall, Drayton Bassett, Edial, Edingale, Elford, Elmhurst, Fradley, Gentleshaw, Hammerwich, Hamstall Ridware, Handsacre, Harlaston, Haselour, Haunton, Hill Ridware, Hints, Hopwas, Ingestre, King’s Bromley, Longdon, Mavesyn Ridware, Shenstone, Statfold, Stonnall, Streethay, Swinfen, Syerscote, Thorpe Constantine, Upper Longdon, Wall, Weeford, Weston, Whittington, Wigginton.